# Laval-sur-Luzège
Laval-sur-Luzège is een gemeente in het Franse departement Corrèze (regio Nouvelle-Aquitaine) en telt 94 inwoners (2009). De plaats maakt deel uit van het arrondissement Tulle.

## Geografie
De oppervlakte van Laval-sur-Luzège bedraagt 16,0 km², de bevolkingsdichtheid is dus 5,9 inwoners per km².
De onderstaande kaart toont de ligging van Laval-sur-Luzège met de belangrijkste infrastructuur en aangrenzende gemeenten.

## Demografie
Onderstaande figuur toont het verloop van het inwonertal (bron: INSEE-tellingen).